# 242 (szám)
A 242 (kétszáznegyvenkettő) a 241 és 243 között található természetes szám.

## A matematikában
- Palindrom